# 박수부대
박수부대 또는 클라크(claque)는 프랑스 극장과 오페라 극장에서 전문적인 박수갈채를 보내는 조직체이다. 박수부대의 구성원을 클래커(claqueur)라고 한다.

## 역사
고전 시대에는 극적인 공연에 박수를 보내도록 사람들을 고용하는 것이 일반적이었다. 예를 들어, 네로 황제가 연기를 펼쳤을 때 그의 공연을 환영하기 위해 5천 명의 병사 (군사)가 찬송을 불렀다.
이는 프랑스 시인 장 도라(Jean Daurat, 1508-1588)에게 영감을 주어 현대적인 박수부대를 발전시켰다. 그는 자신의 연극 중 하나의 공연 티켓을 여러 장 사서 박수를 약속한다는 대가로 티켓을 나눠주었다. 1820년에 박수부대를 관리하고 공급하기 위해 파리 (프랑스)에 대리점이 열리면서 박수부대는 심각한 체계화를 겪었다.
1830년에 이르러 박수부대는 하나의 기관이 되었다. 극장이나 오페라 하우스의 관리자는 원하는 수의 클래커에 대한 주문을 보낼 수 있다. 이는 일반적으로 클래커의 노력이 필요한 부분을 판단하고 승인 시연을 시작한 박수의 지도자(Chef de Claque) 아래에서 운영되었다.
이 관행은 이탈리아(밀라노의 라 스칼라로 유명함), 빈, 런던(코벤트 가든), 뉴욕(메트로폴리탄 오페라)으로 퍼졌다. 박수부대는 또한 강탈의 한 형태로 사용되었다.
리하르트 바그너는 1861년 3월 조키 클럽(Jockey Club)의 박수부대가 조롱적으로 첫 공연을 중단한 후 파리 오페라 레퍼토리에서 그의 오페라 탄호이저 (시인)의 상연을 철회했다.
나중에 아르투로 토스카니니(Arturo Toscanini)와 구스타프 말러(Gustav Mahler)는 콘서트 에티켓 개발의 일환으로 박수부대를 금지했다.
이 관행은 20세기 중후반에 대부분 사라졌지만, 공연에서 박수를 받기 위해 돈을 받는 배우들의 사례가 여전히 가끔 등장하는데, 가장 유명한 것은 볼쇼이 발레단이다.

## 같이 보기
- 아스트로터핑
- 치어리딩
- 웃음 트랙
- 야바위꾼
- 사회 증명